# ليلى القحطاني
ليلى علي القحطاني، ويعرف في الإعلام السعودي بإسم ليلى علي، من مواليد 25 سبتمبر 2000، هي حارسة مرمى سعودية، لعبت لأندية الرياض واليمامة والشباب، انضمت للمنتخب السعودي للسيدات سنة 2022.